# Dark Fall : Rencontres avec l'au-delà
Pour le MMORPG du même nom, voir Darkfall.
Dark Fall : Rencontres avec l'au-delà, ou plus simplement Dark Fall, est un jeu vidéo d'aventure pour PC constituant le premier opus de la série Dark Fall réalisée par le britannique Jonathan Boakes. Dark Fall a été développé par XXv Productions, studio de développement fondé par Boakes, et édité par The Adventure Company. Le jeu est sorti en France le 12 décembre 2003.
Le jeu Darkfall, dont seule la typographie du nom diffère de Dark Fall, est un MMORPG qui n'a pas de rapport avec la série de Jonathan Boakes.

## Synopsis
Le protagoniste reçoit un message de son frère en détresse et part à sa recherche. Il confrontera une entité maléfique nommée Dark Fall.

## Système de jeu
Dark Fall est un jeu d'aventure dont le gameplay relativement basique est inspiré d'autres jeux d'aventure à succès tels Myst ou Rhem. Le joueur incarne dans le jeu le personnage qu'il contrôle, la perspective du jeu est donc à la 1re personne (on parle aussi de vision subjective). Contrairement à la plupart des jeux à la 1re personne qui sont en 3D, le gameplay de Dark Fall est constitué d'images fixes dans lesquelles le joueur va rechercher divers éléments grâce à sa souris (que ce soit des objets qui vont entrer dans son inventaire ou des messages laissés à son intention). Cette manière d'interagir à l'aide de la souris en « fouillant les décors » est typique du gameplay point & click souvent utilisé dans les jeux d'aventure.

## Accueil
- Adventure Gamers : 3,5/5[1]

## Développement
Dark Fall a été réalisé par Jonathan Boakes, qui a utilisé l'intrigue de l'une de ses propres nouvelles pour le scénario. Jonathan Boakes s'est de plus fortement inspiré d'un épisode nommé The Railway Station de la série télévisée fantastique Sapphire & Steel, complété par sa propre expérience de visite d'une gare désaffectée du Dorset en 2000.